# نانسي إليزابيث راسيل
نانسي إليزابيث راسيل (بالإنجليزية: Nancy Elizabeth Russell)‏ هي ناقدة وصحفية ومُدرسة نيوزيلندية، ولدت في 1909، وتوفيت في 1993.